# 朱宇清
郾城昭憲王朱宇清（1503年—1555年），明朝唐藩郾城王長子，追封郾城王，為郾城恭端王朱彌鈱的嫡長子。

## 生平
正德十三年（1518年），封郾城王長子。
嘉靖三十四年（1555年），明世宗命保定侯梁繼璠等為正使持節，吏科右給事中李遇元等為副使捧冊，冊封朱宇清為郾城王，但朱宇清未及受封於同年去世，其墓在南陽府寶真原。嘉靖三十六年（1557年）七月，其庶長子朱宙桃即位。

## 家庭
- 庶長子：郾城榮康王朱宙桃
- 庶子：鎮國將軍朱宙槙，任宗正。文行俱優，堪為師範[6]。萬曆二十六年（1598年）明神宗以孝行旌表褒獎[7]。

## 評價
容儀恭美，博聞多能